# Александрос Філаделфевс
Александрос Філаделфевс (грец. Αλέξανδρος Φιλαδελφεύς; 1867, Афіни, Грецьке королівство — 1955, Афіни) — грецький археолог, художник і письменник кінця XIX — першої половини XX століть.
Був директором Археологічного музею Олімпії, Афінського акрополя, Епіграфічного музею Афін й Афінського археологічного музею.

## Біографія
Александрос Філаделфевс народився у 1867 році в Афінах. Його батько був засновником однієї з перших друкарень у Греції:Δ-462. Александрос навчався живопису у Мюнхені у Ніколаоса Гізіса. Продовжив навчання в Афінському університеті на філософському й археологічному факультетах, де здобув ступінь доктора у 1895 році. Був призначений викладачем археології в Афінський університет і професором історії мистецтв до Афінської школи витончених мистецтв.
Він був куратором стародавностей у Нафпліоні, у Патрах й Афінах. У 1899 році став першим куратором бібліотеки Афінського археологічного товариства та залишався на цій посаді до 1902 року.
Як археолог керував розкопками у Нікополі (відразу після звільнення Епіра у 1913 році та до 1924 року), в аркадійській Іреї (1930), у Сікіоні (з 1933 до 1941 рік), в Афінах й інших археологічних майданчиках.
Був директором Археологічного музею Олімпії, Афінського Акрополя, Епіграфічного музею Афін й Афінського археологічного музею.
Писав для газети «Акрополіс» під псевдонімом «Горила».
Одночасно Філаделфевс продовжував займатися живописом. Написав багато робіт із тематикою зі Священного писання, Визвольної війни (1821—1829) та картини щоденної грецької дійсності. Серед його релігійних робіт виділяється настінний розпис церкви святого Георгія Карициса в Афінах.
Серед книг авторства Філаделфевса виділяються: «Пітекантроп», «Гермес Праксітеля», «Причини розквіту стародавнього мистецтва», «Гід Афін», «Графіка древніх», «Нариси про мою подорож по півострові Хемус», «Єгипетські нариси», «Герої Грецької революції», «Розкопки Нікополя», «Ділос».

## Філаделфевс й Олімпійські ігри

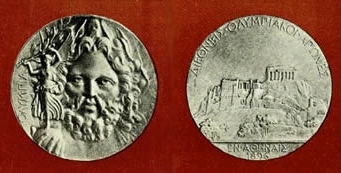
Срібна медаль чемпіона Ігор I Олімпіади

Не зовсім зрозуміла участь Філаделфевса у виготовленні срібної медалі Перших Олімпійських ігор сучасності 1896 року. Деякі джерела називають його автором проєкту медалі, але на самій медалі вибито ім'я лише французького скульптора та медальєра Жюля Шаплена.

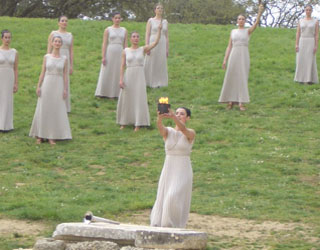
Грецька акторка Марія Нафпліоту (у центрі) на церемонії запалення олімпійського вогню, 2008 рік

Однак його авторство ритуалу запалення олімпійського вогню в Олімпії, за допомогою параболічного дзеркала, яке фокусує промені Сонця, підтверджують кілька джерел.
При цьому слід зазначити, що вперше церемонія відбулася перед Олімпійськими іграми 1936 року у Берліні, після чого була перша естафета олімпійського вогню, ідея якої належить німцеві Карлу Діму, який походить від грецького ритуалу лампадодромії.

## Друга світова війна й окупація
28 жовтня 1940 року почалося вторгнення італійської армії до Греції із союзної італійцям Албанії. Грецька армія відбила вторгнення і за 2 тижні боїв перенесла військові дії на албанську територію. Перемоги грецької армії викликали великий резонанс, оскільки на той момент сили Осі панували в Європі, тільки Британія та Греція продовжували битися, тоді як з серпня 1939 року залишався в силі Договір про ненапад між Німеччиною та Радянським Союзом. Перемоги грецької армії були першими перемогами антифашистської коаліції у Другій світовій війні. Філаделфевс був серед митців Греції, які підписалися під Зверненням грецьких інтелектуалів до інтелігенції світу. Грецькі інтелектуали заявляли своїм колегам: «Ми, елліни, відповіли на цей ультиматум фашистського насильства. Відповідь, яка личить 3000 років наших традицій, вигравіюваних глибоко в наших душах, але й написаних і в останньому кутку священної землі кров'ю найвидатніших героїв людської історії. І сьогодні, на засніжених схилах Пінду та гір Македонії ми б'ємося, в більшості випадків багнетом, сповнені рішучості перемогти чи померти до єдиного. Β цій нерівній боротьбі… у нас є відчуття, що ми захищаємо не лише нашу справу: що ми боремося за порятунок усіх тих Високих цінностей, які складають духовну та моральну культуру, та цінна спадщина, що заповідали людству наші прославлені предки і яким сьогодні, бачимо, загрожує хвиля варварства та насильства. Саме це відчуття дає нам, грецьким інтелектуалам, людям культури та мистецтва сміливість звернутися до братів у всьому світі, щоб попросити не матеріальну, а моральну допомогу. Просимо вкладу душ, революцію свідомостей, звернення, негайного впливу, скрізь де це можливо, пильного стеження та дії для (підготовки) нового духовного Марафону, який позбавить закабалені нації від загрози найтемнішого рабства, яке пізнало людство до сьогодні». Підписи: Костіс Паламас, Спірос Мелас, Ангелос Сікеліанос, Георгіос Дросініс, Сотиріс Скіпіс, Дімітріс Мітропулос, Константин Димитріадіс, Ніколаос Веїс, Константінос Партеніс, Іоанніс Грипаріс, Янніс Влахояніс, Стратісій Сив, Кампаніс.
Важкі роки потрійної германо-італо-болгарської окупації Греції Філаделфс прожив в Афінах. Керовані ними розкопки у Сікіоні були перервані з початком окупації 1941 року.

## Останні роки
Філадефевс перебував у масонській ложі. Філаделфевс став членом афінського Ротарі Інтернешнл і у період 1940—1941 та 1945—1946 роки був його президентом.
До кінця свого життя був активним членом Археологічного товариства Афін і продовжував свою письменницьку діяльність. Помер в Афінах у 1955 році.